# Nautilus vanuatuensis
Nautilus vanuatuensis — вид головоногих молюсків родини Nautilidae. Описаний у 2023 році.

## Поширення
Ендемік Вануату. Мешкає у затоці Меле острова Ефате. Зразки були зібрані та зняті на відео на глибинах від 200 до 400 м.

## Опис
Від інших видів наутилусів його відрізняє рясно забарвлена червона раковина. Червоний колір покриває 40-50% забарвлення черепашки (більше, ніж будь-який інший вид Nautilus), а його пігментація відбувається у вигляді смуг, що простягаються від вентера до пупка.